# Météorite de Juvinas

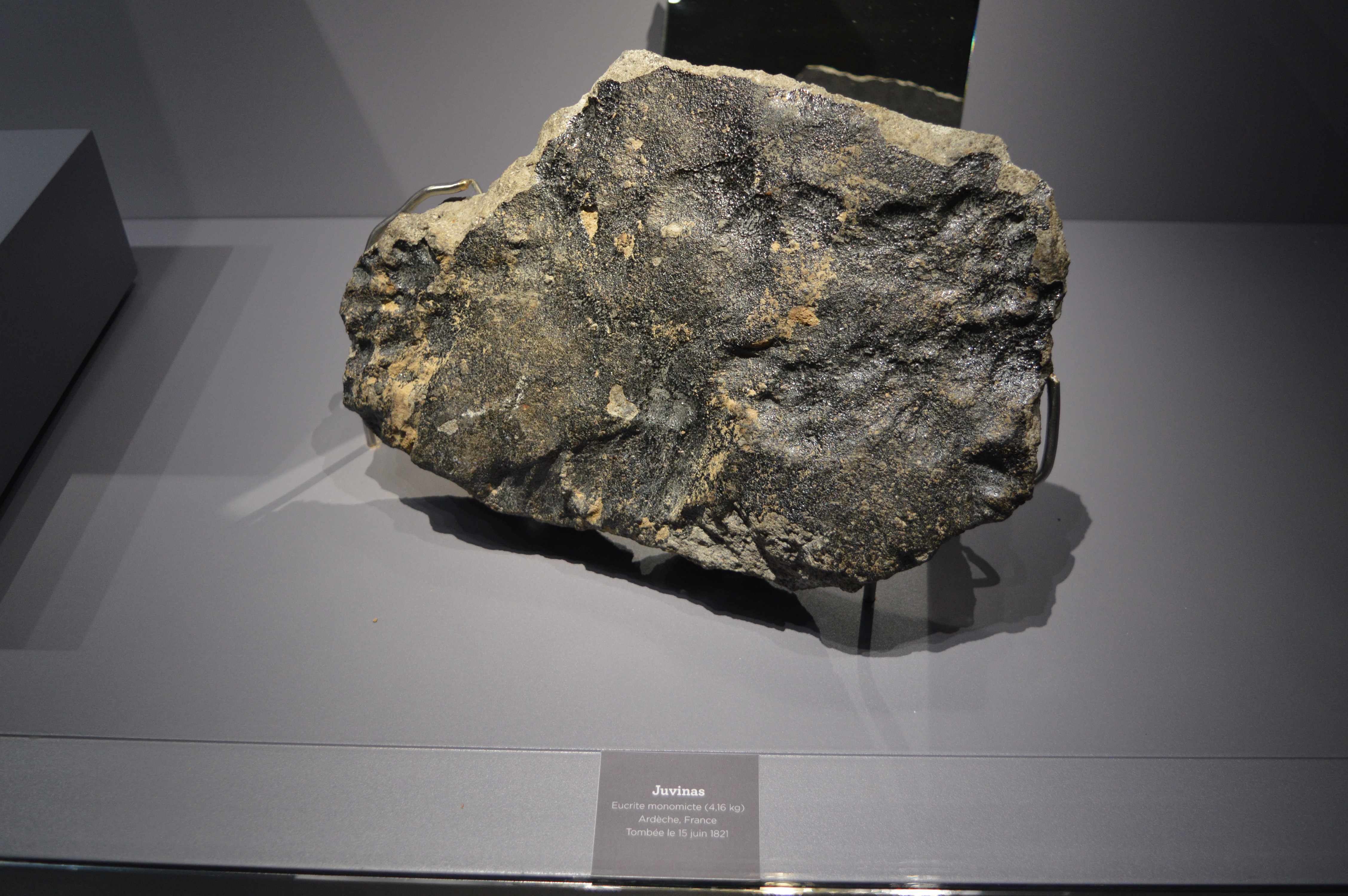
Météorite de Juvinas à la Galerie de Minéralogie et de Géologie au Muséum national d'histoire naturelle.

La météorite de Juvinas, ou simplement Juvinas, est une météorite tombée en 1821 près du village de Juvinas, en Ardèche (France).
C'est une achondrite, et plus précisément une eucrite (météorite différenciée analogue à un basalte terrestre). Comme les autres météorites HED, elle provient probablement de l'astéroïde Vesta, où elle était le produit d'un volcanisme effusif.

## Histoire
La météorite de Juvinas est tombée le 15 juin 1821 dans le hameau le Libonès, au lieu-dit le Cros du Libonès. La moitié environ de la masse originale est conservée au Muséum national d'histoire naturelle de Paris. Un fragment de cet « aérolithe de Juvinas » a été offert en 1844 au musée Calvet d'Avignon par le géologue Jules de Malbos. Le reste a été conservé par les familles du voisinage, mais a été pour l'essentiel perdu au fil des générations.
Sur 34 chutes observées d'eucrites, Juvinas est la troisième plus ancienne. Avec une masse initiale estimée à 91 kg, c'est la deuxième eucrite la plus lourde après Millbillillie (330 kg).

## Minéralogie
Les principaux minéraux de Juvinas sont la pigeonite (un clinopyroxène pauvre en calcium) et le plagioclase (un feldspath calcique). La pigeonite comporte généralement des exsolutions d'augite, ce qui traduit le refroidissement rapide d'une lave. Dans certains grains de pyroxène et de plagioclase on trouve de petites inclusions de quartz et de tridymite.
Les minéraux mineurs sont la chromite, l'ilménite, le zircon et deux phosphates (la fluoroapatite et la merrillite).
Les minéraux accessoires sont l'ilménite, le fer métal et la troïlite.

## Datations
La datation de Juvinas par isochrone interne Rb-Sr donne un âge de 4,60 ± 0,07 milliards d'années (Ga).
La systématique uranium-thorium-plomb, appliquée à des fragments de roche totale ainsi qu'à des cristaux séparés de plagioclase et de pyroxène, donne un âge de cristallisation plus précis : 4,539 ± 0,004 Ga. C'est l'âge de l'éruption volcanique à l'origine de la roche.
La même étude décèle aussi la présence d'un plomb moins radiogénique, interprété comme du plomb « exotique » introduit lors d'un impact météoritique à la surface du corps parent de Juvinas, daté à 1,92 ± 0,06 Ga.
La surface de la météorite donne un âge d'exposition aux rayons cosmiques de 10–12 Ma. C'est sans doute l'âge de l'impact qui a éjecté dans l'espace le météoroïde (dont la météorite est ce qu'il en reste).